# District de Wancheng
Le district de Wancheng (宛城区 ; pinyin : Wǎnchéng Qū) est une subdivision administrative de la province du Henan en Chine. Il est placé sous la juridiction de la ville-préfecture de Nanyang.